# メジャーリーグ中継 (NHK)
メジャーリーグ中継（メジャーリーグちゅうけい）は、日本放送協会(NHK)の総合テレビ、NHK BS（2K放送、旧NHK BS1）で放送されるメジャーリーグベースボール（MLB、大リーグ）中継について記載する。電子番組表(EPG)上では「MLB（西暦の年数）」と表記されている。

## 概要
NHKは、1987年7月4日の衛星第1テレビジョンの独自編成による24時間試験放送開始時に「速報大リーグ中継」と題したMLB中継を開始した。当初は日本時間早朝から日中に行われた試合を、日本時間のゴールデンからプライムタイム、ないしは深夜の時間帯にノーカットの録画放送を行っていた。
また、衛星放送を視聴できない世帯に向けたサービスとして、1988年4月-9月の月曜日22:40-23:35に総合テレビで「大リーグアワー」を放送していた。こちらは、現地時間日曜日に当たる、日本時間日曜深夜～月曜早朝に行われた大リーグの試合から1試合を選んで、その試合のダイジェストを放送したほか、大リーグを巡る様々なトピックス、更に、当時日本プロ野球（NPB）に在籍した大リーグ選手らをゲストに迎えてのインタビューなどで構成していた。司会は山際淳司。
本放送開始となった1989年10月のプレーオフより生中継を開始し、BS1における目玉コンテンツの一つに据えていた。1995年に野茂英雄がロサンゼルス・ドジャースに入団すると、たちまち受信契約数を押し上げて行く。その後もマーク・マグワイアのシーズン本塁打記録更新、イチローや松井秀喜ら日本人選手の活躍により、受信契約数はさらに飛躍的に伸びていった。
1999年より放映権は電通を通じ、TBS・フジテレビなどと共同で獲得しており、年間300試合以上を生中継（2004年に更新）。NHK BSでは、30球団中14球団の主催試合を優先的に放送できる（年間の試合数にすると2007年度は290試合）。地上波では30球団の主催試合を3局で3等分しているが、総合テレビはそのうち10週分選んで優先的に中継できる（当初は、TBS・CXと交互に1ヵ月単位での契約になっていたが後に週単位に）。主な放送時間としては、アメリカのゴールデンタイムに当たる日本時間の早朝8-11時台が多い。原則1日1試合ペースであるが、日によっては2試合放送の場合などBS hi(当時、現NHK BSプレミアム)でも中継する試合もある。また、まれに現地の日中に当たる日本時間深夜～早朝にかけての放送試合もある（これは、試合日により現地時間の日中にデーゲーム、ないしはダブルヘッダーとして開催する場合があるため）
2011年からの新BS1では、出来るだけ日本人選手が出場する試合を放送する体裁を整えるのと、BSが2チャンネルに統合したことなどから、日本時間午前-日中にかけて1日に2-3試合程度集中的に放送する日もある。ハイビジョンチャンネル化に伴い、日本時間の未明に行われる場合や、日中に2試合程度まとめて放送される場合や、試合が延長した場合には「マルチ編成」を行うことがある。（通常はBS101。次の試合、あるいは未明の場合は平日の「ワールドWaveモーニング」、週末のPGAツアー中継の開始予定時間近くまで試合が長引いた場合、BS102でリレー中継する。2010年までは旧BS hiのBS103で予定放送時間を越えて試合が続いた場合にBS104で続きを放送したことがあった）総合テレビでも放送する日がある（日本時間深夜、もしくは午前中）が、その場合でも一定の時間が経過した場合はアナログ・およびデジタル総合テレビ1ch（011、または031）での放送を打ち切り、デジタル総合2ch（012、または032）のマルチ編成で継続放送する試合がある。
この場合は、予定終了時刻が近づくと「この大リーグ中継は（予定終了時刻）で終了させていただきます。このあと、デジタル放送でご覧の方は引き続き野球中継をご覧いただけます。野球中継をご覧頂くにはリモコンの操作が必要です。操作方法は後ほどご案内します」と字幕、およびアナウンサーの口頭説明で誘導し、終了後アナログ、およびデジタル1chではリモコンの操作方法について解説した映像を放送して、次の定時番組を放送する。
また、102から101に中継チャンネルを変更して継続放送する場合は「MLB・○○対××はこのあと○:○○から{101チャンネル}で放送します。ごらんになるには、リモコンのチャンネルの「1」を押してください。」（この場合、チャンネル表示は黄色で表す）と表示する。
なお、夏季五輪期間中は、BS1（101）が五輪の集中編成やアナウンサーの配置の都合などにより放送されないか、別チャンネルでの中継（2008年の北京オリンピック期間中はBS2（102）で代替放送された事例あり。2012年のロンドンオリンピックの期間中はマルチ編成を含め放送休止）になるケースもある。（この間、日本国内を対象としたNHKプロ野球は地上波を含め放送休止となる）
なおBS1（旧BS1を含む）ではマルチチャンネル編成が不定期であった2012年まで、101で放送する試合が日本時間11:25-11:50（のちに12:00-12:25）に放送される「東京マーケット情報」と時間が重なる場合は、L字型画面を使って放送したため、所定の時間が近づくと「この後（開始時間）から（終了時間）まで、"東京マーケット情報"をL字画面でお伝えします」と表記するようになった（ただし、「東京マーケット情報」を放送中に試合が終了・中断しても、終了予定時間まではL字画面を継続。また、早い段階で雨天中止や試合が早く終了し通常番組となった場合は、L字画面にはしなかった）2013年以後はマルチチャンネル編成により、常時2番組を放送できる体制が備わったことから、L字画面での放送はやむを得ない事情で、101・102の2つのチャンネルでスポーツ中継を行わざるを得ない場合などに限られている。
試合開始前または試合中に降雨などで試合が中断され、それが長引いた場合は、「現在、雨のため中断しています」のテロップと共に大リーグの名（迷）場面集や記録映像（スター名鑑）を放送する。それでも試合が再開しない場合は、競技気球やモータースポーツなどのフィラーに切り替える。その後、現地より試合中止が正式に通知された場合のみ、中継を打ち切り代替番組に切り替える。
2013年度からは102chでも常時電波送出されており、試合日によってどちらか一方で大リーグ中継、もう一方で通常番組が放送されるというパターンや、2つのチャンネルで同時に別々の試合を放送するというパターンもある。102chが通常番組を放送している場合は、その通常番組終了後から次の101chの定時番組の開始までの間（天災による中止やノーゲームで中継が打ち切りとなった場合も含む）、または101chで放送している試合が予定終了時刻を過ぎて延長している場合の102chでの継続放送開始時刻までの間は電波運用上の都合により放送休止扱いとなり「この時間は101chをご覧ください」のブルーバック字幕のみを表示する（この間はデータ放送も利用不可）。
中継対象は、日本人選手（2012年シーズンは主にイチロー、松井秀喜などの野手、ダルビッシュ有投手）が出場する試合やオールスターゲーム、ポストシーズンを中心に生中継（録画の場合もあり）を行っている。また、平日21時25分より（2010年度は23時台。NHKプロ野球・Jリーグ中継等のスポーツ中継の展開で遅延あり）MLBハイライトも放送している。
NHKでは外国人選手やチーム名のカタカナ表記に、より実際の発音に近い文字を使用している。そのため他の日本語メディアと表記が違う場合がある。（例：ロサンゼルス・エンゼルスを「ロサンゼルス・エンジェルス」。アルバート・プホルスを、NHKではアルバート・プーホールズと表記していた）
この傾向はMLBに限らず、欧州サッカーなどでも見られる。
また対戦カードの表示は「○○(ビジター球団)対○○(ホーム球団)」で表記され、NPBの中継の時は逆に表示される。

## 映像と音声

### 映像
映像は、主に三種類に分けられる。
- 球団制作の公式映像+NHKカメラ2台での中継映像（2011年シーズンは主にシアトル・マリナーズやオークランド・アスレチックス主催ゲーム）。この場合、NHKカメラ2台は主にバックスクリーンからの打席映像と日本人選手のクローズアップに使用される。またスコアテロップにNHKスポーツ標準の物が使用される（2011年シーズンからは日本プロ野球や高校野球中継と同じフォーマットで画面右下に表示される。但しイニング表示が「表・ウラ」ではなく英語表記）。NHKクルーが現地入りをするため、試合終了後に日本人選手へのインタビューが入ることもある。
- 現地放送局制作の中継映像をそのまま使用した映像。この場合途中で関係ない映像が挟まれることも多々あるが、原則全てそのまま放送する[注 3]が、状況によっては大リーグ放送予定や順位表のテロップを付加した試合会場周辺の風景映像に差し替える場合もある。ただしスポンサー広告のテロップに対しては、今後の大リーグ放送予定でマスキングを施す[注 4]。スコアテロップも現地放送局の物をそのまま使用する[注 5]。また現地放送局の局ロゴが画面についている場合もそのまま流し、特にそれが画面右上にある場合はNHK出しの試合カード表示テロップはそれに配慮して本来の表示位置よりも若干ずれて表示される。また主音声に現地の英語実況が混じる場合がある。
- MLBの公式映像を使用した中継映像（主にディビジョンシリーズやリーグチャンピオンシップシリーズ。テロップはNHKのMLB中継用テロップを使用。）

なお、日本開催の開幕戦を中継する際には、NPBの中継に準じた体裁での放送となるが、テロップはNHKのMLB中継用テロップを使用。
実況アナウンサーや解説者は基本的に現地には出向いてはおらず、送られてきた映像を東京の放送センターで見ながら中継をする形（オフチューブ）になっている。地上波での中継や注目日本人選手の試合、オールスター（ホームランダービー含む）、ポストシーズン・ワールドシリーズに関しては現地に赴いて放送することが多い。またNHKカメラで中継する場合も、不慮の事故の場合に、すぐに現地放送局の映像に切り替えられるようにバックアップ体制を取っている。
映像は2011年シーズンから原則としてハイビジョン制作となった。ただし試合が長引いてサブチャンネルへ切り替えになった場合は標準画質での放送になる。
2021年まで（開始年は不明）は、大谷翔平選手をはじめとする日本人打者の打順が近づいたとき限定で、画面左上に対戦中の投手名と打者名、及びNEXT2打者の名前の表示させていた。2022年からは常時表示される形に変更された。

### 音声
- 英語副音声の二ヶ国語放送で、デジタル放送はステレオ2音声となっている。ただし、中継素材など内容によってはデジタル放送でもアナログ放送と同様にモノラル二重音声となる場合がある。英語副音声は、原則現地制作映像の実況音声をそのまま使用する。

## 解説者
☆は『ワースポ×MLB』（旧『ワールドスポーツMLB』）に出演。
- NHK野球解説者（NHKプロ野球解説兼任）
  - 小早川毅彦 ☆
  - 今中慎二（2014年より復帰。MLB解説は2011年から）
  - 武田一浩
  - 伊東勤（2022年より復帰）
  - 田口壮（2025年より復帰）☆
  - 井口資仁（2023年 - ）☆
  - 田中賢介（2020年より。MLB解説は2024年から）

- NHK・MLB専任解説者
  - 山下大輔（2016年から復帰）
  - 岡島秀樹（2017年 - 日テレジータス・RFラジオ日本解説者兼）☆
  - 岩村明憲（2018年 - 東北放送・仙台放送・テレビ北海道等の本数解説者兼。福島ホープス監督[注 6]）☆
  - 新井宏昌（2021年から復帰。2018年まではNPB中継の解説者も兼務していた）
  - 荒木大輔（2022年から復帰。BS朝日・日テレジータス・GAORA・文化放送解説者兼） 以前は新井同様NPB中継の解説者も兼務していた。2024年からBS向けと札幌局制作分でNPB中継への出演を再開。
  - 岩隈久志 (2022年 - 。日本テレビゲスト·テレビ東京·J SPORTSのMLB中継解説者兼) ☆
  - 福留孝介 (2023年 -。日本テレビ·中京テレビ·フジテレビ·東海テレビ·東海ラジオ解説者兼) ☆
  - 斎藤隆（2024年から復帰。復帰後は横浜DeNAベイスターズ球団職員兼） ☆
- 本数契約・ゲスト解説者
  - 長谷川滋利（2024年から復帰）
  - 上原浩治（フリー。2021年10月30日放送分のワールドシリーズ第3戦にてゲスト解説として出演[注 7]）
  - 高橋尚成（2019年度まで専属解説者。現在はフリー。2021年10月27放送分からワールドシリーズ期間中は現地での解説として出演。かつては「ワールドスポーツMLB」にも出演していた）
  - 栗山英樹（元・北海道日本ハムファイターズ一軍監督・侍ジャパン監督。2022年7月20放送分において、同代表チームの視察を兼ねてMLBオールスターゲームのゲスト解説をレギュラー解説の小早川とともに担当した）
  - 川崎宗則（2022年8月3日放送のエンゼルス対アスレチックス戦において、ゲスト解説として出演）☆
  - 中嶋聡 (2025年5月17日放送のドジャース対エンゼルス戦において、ゲスト解説として出演。現・オリックスバファローズスペシャルアドバイザー)

過去
○印は在任時NHKプロ野球兼任
☆印は在任時「ワールドスポーツMLB」のみの出演
- 石井一久（現：東北楽天ゴールデンイーグルスシニアディレクター）
- 石毛宏典○
- 江藤省三
- 小川邦和
- 大島康徳○
- 大野豊○（NHKプロ野球解説者に復帰した2013年以降は担当がなかった）
- 金森栄治（現:東北楽天ゴールデンイーグルス1軍打撃チーフコーチ）
- 久慈照嘉（現：神戸国際大学附属高等学校女子硬式野球部コーチ）
- 桑田真澄（現:読売巨人軍2軍監督）
- 黒江透修○
- 小宮山悟（現:早稲田大学野球部監督）
- 近藤和彦
- 佐野慈紀
- 須藤豊
- 高橋直樹
- 瀧安治○
- 辻発彦
- 富澤宏哉○
- 梨田昌孝○（NHKプロ野球解説者に復帰した2020年以降は担当がなかった）
- 秦真司
- 福島良一（メジャーリーグジャーナリスト）
- 村上雅則（現 :J SPORTSMLB中継解説者。以前はNPBの解説も担当）
- 村田兆治○
- 本西厚博（現：J SPORTSMLB中継解説者）
- 森祇晶○
- 山本和行○
- 吉井理人（現:千葉ロッテマリーンズ一軍監督）
- 与田剛○（NHKプロ野球解説者に復帰した2022年以降は担当がなかった）

## 実況担当者
NHKプロ野球の実況を担当する者も含まれているが、普段他のスポーツ中継（相撲、サッカー、バスケットボールなど）を担当しているアナウンサーの担当も多い。選抜高等学校野球大会と全国高等学校野球選手権大会が開催される時期は下記以外のアナウンサー（東京近郊の放送局や、広島などの地方局を含む）が実況を担当することがある。かつてはNHKプロ野球を多く担当していたアナウンサーも含まれているが、2019年現在は担当頻度が少ないアナウンサーもいる。2019年からはフジテレビ出身のフリーアナウンサー・吉田伸男が担当する異例のスケジュールも組まれた。
東京アナウンス室所属
- 福澤浩行
- 森中直樹
- 沢田石和樹
- 清水敬亮
- 太田雅英
- 三輪洋雄
- 冨坂和男
- 早坂隆信
- 宮田貴行
- 飯塚洋介
- 西阪太志
- 上野速人※復帰
- 横井健吉※復帰

G-Media出向
- 竹林宏
- 星野圭介※復帰
- 西川順一
- 高瀬登志彦
- 田中秀樹
- 厚井大樹
- 小宮山晃義
- 内山俊哉※復帰
- 池野健

日本語センター所属
- 道谷眞平

NHK放送文化研究所所属
- 野地俊二

NHKの地方放送局所属
- 高木修平（NHK広島放送局）

フリー
- 野瀬正夫
- 秋山浩志
- 工藤三郎
- 藤井康生
- 吉田伸男（元フジテレビ。2019年 - ）

## エンディング曲
- 2000年 『Buses and Train』バチェラー・ガール
- 2001年 『Jaded』エアロスミス
- 2002年 『Goin Sane』エリック・マーティン
- 2003 - 2004年 『Born To Run』ブルース・スプリングスティーン
- 2005年 『Can't Stop Loving You』ヴァン・ヘイレン
- 2006年 『Someone That You're With』ニッケルバック
- 2007年 『Hell On High Heels』 モトリー・クルー
- 2008年 『Lost Highway』 ボン・ジョヴィ
- 2009年 『Another Hearts Calls』 オール・アメリカン・リジェクツ
- 2010年 『Worker Bee』 モーション・シティ・サウンドトラック
- 2011年 『Back Down』 フィルモント
- 2012年 『Get Nice!』 ゼブラヘッド
- 2013-2016年 『No Win Situation』 フーバスタンク
- 2017年 『Six Feet In The Ground』 マイケル・モンロー
- 2018-2024年 『Do Or Die』 サーティー・セカンズ・トゥ・マーズ
- 2025年『Closer To The Edge』サーティー・セカンド・トゥ・マーズ